# 1980-as Giro d’Italia
Az 1980-as Giro d’Italia volt a 63. olasz kerékpáros körverseny. Május 15-én kezdődött és június 8-án ért véget. Végső győztes a francia Bernard Hinault lett.

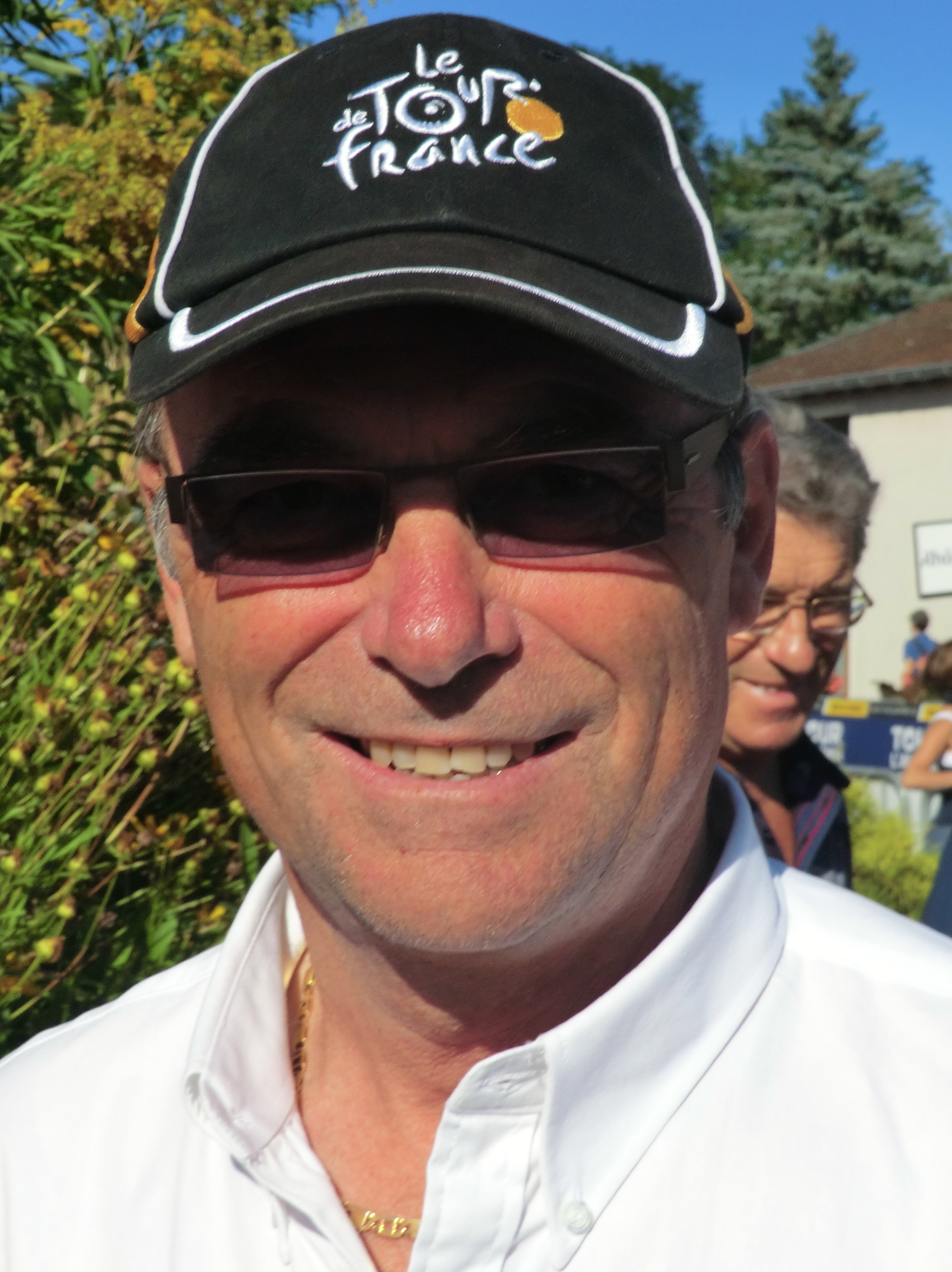
Bernard Hinault 2013-ban

## Végeredmény
|    | Versenyző                | Idő            |
| -- | ------------------------ | -------------- |
| 1  | Bernard Hinault          | 112 óra 08' 20 |
| 2  | Wladimiro Panizza        | + 5' 43        |
| 3  | Giovanni Battaglin       | + 6' 30        |
| 4  | Tommy Prim               | + 7' 53        |
| 5  | Gianbattista Baronchelli | + 11' 49       |
| 6  | Mario Beccia             | + 12' 47       |
| 7  | Giuseppe Saronni         | + 12' 53       |
| 8  | Josef Fuchs              | + 20' 26       |
| 9  | Roberto Visentini        | + 20' 37       |
| 10 | Leonardo Natale          | + 21' 30       |